# مولینیکوس
ملینیکس دهستانی در استان آلباستهٔ اسپانیا است.
در این دهستان ۱۱۶۴ نفر زندگی می‌کنند. مساحت این دهستان ۱۴۳٫۲۱ کیلومتر مربع است.